# Eckman Bluff
Das Eckman Bluff ist ein 350 m hohes, kantiges und hauptsächlich vereistes Felsenkliff im westantarktischen Marie-Byrd-Land. Mit einer steilen Front an der Südostseite ragt es südlich der Jones Bluffs auf der Bear-Halbinsel an der Walgreen-Küste auf.
Der United States Geological Survey kartierte das Kliff anhand eigener Vermessungen und Luftaufnahmen der United States Navy von 1966. Das Advisory Committee on Antarctic Names benannte es 1977 nach Commander James F. Eckman von der United States Coast Guard, von 1970 bis 1971 Ingenieursoffizier und von 1975 bis 1976 leitender Offizier auf dem Eisbrecher USCGC Burton Island sowie verantwortlicher Offizier für Schiffsoperationen im Kommandostab der Naval Support Force Antarctica zwischen 1977 und 1978 sowie von 1978 bis 1979.